# Route 89 (Manitoba)
La Route 89 (PTH 89) est une route provinciale du Manitoba. Elle relie la frontière canado-américaine à la route 12 à Piney.

## Description du tracé
La route 89 débute à la frontière du Minnesota en étant le prolongement de la MN-89. Elle se dirige vers le nord et traverse la communauté de Piney avant de prendre fin à l'intersection avec la route 12. Elle se continue comme route 203 vers le nord.

## Intersections majeures
| Division              | Ville                       | km    | Destinations                                                     | Notes                     |
| --------------------- | --------------------------- | ----- | ---------------------------------------------------------------- | ------------------------- |
| No. 1                 |                             | 0,00  | MN-89 sud – Pinecreek, Roseau                                    | Continue au Minnesota     |
| No. 1                 | Frontière canado-américaine | 0,00  |                                                                  |                           |
| No. 1                 |                             | 9,90  | PR 201 ouest – Vita                                              | Terminus est de la PR 201 |
| No. 1                 |                             | 10,00 | PTH-12 (MOM's Way) – Steinbach, Sprague                          |                           |
| No. 1                 | PR 203 nord – Badger        | 10,00 | La PTH-89 nord devient la PR 203 nord; terminus sud de la PR 203 |                           |
| - Transition de route |                             |       |                                                                  |                           |